# Soga no Umako
Ōomi Soga no Umako  (蘇我 馬子?, Soga no Umako), chiamato anche Shima (551? – 19 giugno 626) è stato un politico giapponese nonché capo del clan dei Soga, che monopolizzarono la scena politica alla corte imperiale del Giappone tra il 536 ed il 645, nel periodo Yamato. Era questa una famiglia di origini coreane devota al buddhismo.
Era il figlio ed il successore di Soga no Iname alla carica di "grande ministro" (大臣?, Ōomi), titolo ereditario di cui anche il figlio Emishi sarebbe stato investito. Proseguì con successo l'opera del padre, che era stato l'Ōomi dell'imperatore Kinmei, nel far adottare alla corte imperiale la religione buddhista.
Umako si valse dell'aiuto del principe Umayado, detto anche Shōtoku, nell'introduzione di quelle importanti riforme che cambiarono radicalmente la corte imperiale giapponese, durante i regni degli imperatori Bidatsu, Yomei, Sushun e dell'imperatrice Suiko. L'enorme potere che accentrò nelle proprie mani, fu cementato dai matrimoni tra le sue figlie e gli imperatori, secondo l'esempio del padre, le cui figlie erano a loro volta state spose dei sovrani.

## Biografia

### Lotte tra i clan della corte imperiale
Da quando il padre Iname aveva ottenuto il titolo di Ōomi, nel 536, si era scatenata una lotta per il potere tra i diversi clan della corte di Yamato, che aveva unificato sotto le sue insegne il paese. La disputa aveva anche connotati religiosi, con il tentativo da parte di alcune famiglie di introdurre a corte il buddhismo, avversato dai clan legati alla tradizione shintoista.
Le famiglie che si distinsero in tale scontro furono:
- Il clan Soga, che era il maggior sostenitore del buddhismo, i cui capi si fregiavano del titolo di "grande ministro" (Ōomi?, 臣)
- Il clan Mononobe, che controllava l'esercito e, fedele alla tradizione shinto, era il più agguerrito rivale dei Soga.[2]
- Il clan Nakatomi, maestri delle cerimonie shinto di corte ed alleati dei Mononobe.

### Trionfo dei Soga ed adozione a corte del buddhismo
Nel corso dei regni di Kinmei, Bidatsu e Yomei, la lotta tra i tre clan si accentuò e, alla morte di Yomei, si arrivò allo scontro armato nella battaglia di Shigisan, nella quale le armate condotte da Soga no Umako sbaragliarono le forze nemiche, provocando la morte dei capi dei clan Mononobe e Nakatomi. Fu l'inizio del periodo che vide i Soga dominare la scena politica del Giappone, che si sarebbe protratto fino al 645.
Umako e Umayado fecero arrivare progettisti e carpentieri specializzati in edilizia sacra e cominciarono a far costruire maestosi complessi templari buddhisti, tra i quali il celebre Asukadera nella capitale Asuka kyō, nell'odierna prefettura di Nara; nelle fondamenta di un pilastro del tempio principale vennero sepolte, il 15 gennaio 593, alcune sacre Reliquie del Buddha. Il nuovo imperatore Sushun fu posto sul trono da Umako, che ne dispose a piacimento, fino al punto di farlo uccidere quando questi si ribellò dopo 5 anni di regno.
Alla morte di Sushun, gli succedette la sorellastra Nukatabe, di cui Umako era lo zio, che divenne imperatrice con il nome Toyomike Kashikiya Hime no Mikoto, mentre il nome Suiko le sarebbe stato dato postumo. Soga no Umako le affiancò l'anno dopo come reggente il principe Umayado, nipote di Suiko, la quale gli diede in moglie una delle sue figlie, Uji no Shitsukai. Ebbe inizio un periodo di pace e prosperità per il Giappone e per la sua corte, logorata da decenni di lotte intestine fra i suoi clan.

### Trasformazione del paese
L'unità di intenti tra Soga no Umako, Suiko, ed il reggente Umayado portò ad una serie di  eventi epocali che avrebbero trasformato il Giappone in un paese moderno, allineandolo ai grandi stati del continente sotto ogni profilo. Fu fatto costruire il grande complesso templare buddhista Shitennō-ji (四天王寺?), tuttora uno dei più famosi del paese. Fu costruito nei pressi del porto imperiale di Naniwa, l'odierna Osaka, per dimostrare ai visitatori d'oltremare lo splendore della corte e del paese intero. Attorno ai templi ebbero sede le nuove quattro istituzioni (Shika-in?, 四箇院), che avevano lo scopo di innalzare il livello di civilizzazione del paese: il Kyōden-in (istituto per la religione e l'istruzione), l'Hiden-in (istituto di assistenza sociale), il Ryōbyō-in (ospedale), ed il Seiyaku-in (farmacia). In seguito, sarebbero stati costruiti altri templi importanti, tra cui l'Hōryū-ji, eretto nei territori della famiglia di Umayado, a Ikaruga.

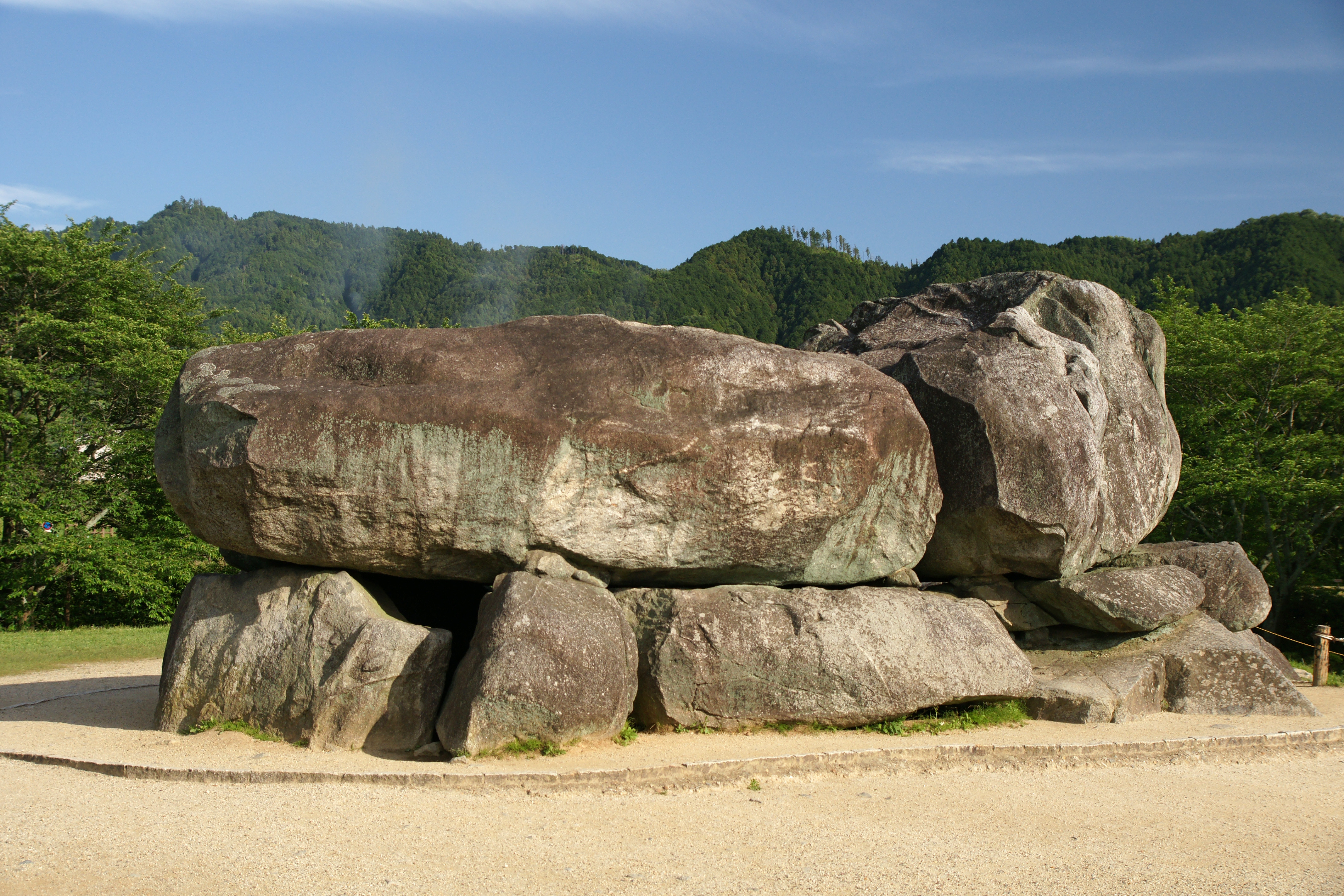
Il kofun Ishibutai, dove si ipotizza sia sepolto Soga no Umako

Furono riorganizzati i ranghi della società secondo criteri ispirati al confucianesimo, assegnando i più alti in base ai meriti, e non più in base alle discendenze familiari. Nel 604 fu compilata la costituzione di 17 articoli, che fissava i codici di comportamento di governanti e sudditi nell'ambito di una società buddhista, e che sarebbe rimasta in vigore fino al 1890. Vennero inoltre rafforzati i legami con i feudi lontani, concedendo terre ed un margine di autonomia ai signori di tali feudi.
Secondo i Nihongi, Soga no Umako morì il 19 giugno 626 nel suo palazzo di Asuka kyō, nel cui giardino vi era un grande stagno con diverse isolette, e fu per questo motivo che Umako ebbe il soprannome Shima (isola). Fu sepolto nel grande tumulo in pietra chiamato Kofun Ishibutai, che si trova nei pressi della sua casa

## Genealogia
Soga no Umako sposò una principessa del clan Mononobe, che gli diede cinque figli:
- Soga no Emishi, che gli sarebbe succeduto alla carica di Ōomi
- Soga no Kuramaro
- Kahakami no Iratsume, che divenne la sposa dell'imperatore Sushun
- Tojiko no Iratsume, che andò in sposa al principe Umayado
- Hode no Iratsume, che fu sposa dell'imperatore Jomei